# Lew Jenkins
Verlin Elmer Jenkins znany jako Lew Jenkins (ur. 4 grudnia 1916 w Milburn w Teksasie, zm. 30 października 1981 w Oakland w Kalifornii) – amerykański bokser, zawodowy mistrz świata kategorii lekkiej.

## Kariera bokserska
Jenkins rozpoczął karierę boksera zawodowego w 1935. Od 1938 jego managerem była żona Katie. W 1938 dwukrotnie przegrał z Wesleyem Rameyem (ale wygrał też 20 walk), a w 1939 m.in. zremisował i dwukrotnie przegrał z Williem Joyce'em oraz pokonał przez techniczny nokaut Mike'a Belloise'a. Jenkins od 1939 zaniedbywał trening i sportowy styl życia, nadużywając alkoholu i paląc papierosy.
W 1940 Jenkins zaczął regularnie trenować i ograniczył picie alkoholu. 8 marca tego roku pokonał w Madison Square Garden w Nowym Jorku przez nokaut w 1. rundzie Tippy'ego Larkina, a 10 maja w tym samym miejscu został mistrzem świata w wadze lekkiej po wygranej przez techniczny nokaut w 3. rundzie z Lou Ambersem. Tytuł Jenkinsa był uznawany przez NYSAC, ponieważ NBA wcześniej pozbawiła Ambersa pasa mistrzowskiego (mistrzem NBA był wówczas Sammy Angott).
Po zdobyciu tytułu mistrza Jenkins powrócił do dawnego stylu życia. 17 lipca 1940 w Nowym Jorku przegrał przez techniczny nokaut z mistrzem świata w wadze półśredniej Henrym Armstrongiem, 16 września tego roku w Filadelfii pokonał na punkty (w towarzyskiej walce) Boba Montgomery'ego, a 22 listopada obronił tytuł po zwycięstwie przez nokaut w 2. rundzie nad Pete'em Lello. 20 grudnia zremisował z nowym mistrzem świata w wadze półśredniej Fritziem Zivicem.
28 lutego 1941 w Madison Square Garden ponownie zmierzył się z Ambersem, tym razem w walce towarzyskiej. Trenował solidnie przed tym spotkaniem, ale w dniu walki uwolnił się od opieki trenera i wypił tyle alkoholu w barze, że nie mógł sam wejść na ring. Mimo to wygrał przez techniczny nokaut w 7. rundzie. 16 maja tego roku przegrał z Bobem Montgomerym, a 6 października z Freddiem „Red” Cochrane'em (do tej walki przystąpił po wypadku po pijanemu na motocyklu).
Stracił tytuł po porażce w walce z mistrzem świata NBA Sammym Angottem 19 grudnia 1941 w Madison Square Garden. Po tej porażce kariera Jenkinsa się załamała. W 1942 wygrał tylko 1 walkę i przegrał 9 (pokonali go m.in. Marty Servo, Fritzie Zivic i Henry Armstrong). Żona Katie odeszła od niego. W latach 1943–1944 nie walczył (służył w wojsku). Wznowił karierę w grudniu 1945. W 1946 walczył ze zmiennym szczęściem, w 1947 pauzował, a w 1948 stoczył 1 walkę. W 1949 stoczył wiele walk, ale z mało znanymi przeciwnikami. W 1950, po porażkach z Beau Jackiem i Carmenem Basilio zakończył karierę.

## Służba w armii
Podczas II wojny światowej Jenkins służył w Straży Wybrzeża Stanów Zjednoczonych. Zgłosił się do piechoty po wojnie. Wziął udział w wojnie koreańskiej, został odznaczony Srebrną Gwiazdą.
Po zakończeniu wojny zerwał z nadużywaniem alkoholu. Służył w armii do 1963, odchodząc jako First Sergeant. Później zajmował się utrzymaniem pola golfowego w Antioch w Kalifornii. Zmarł w 1981. Jest pochowany na Cmentarzu Narodowym w Arlington.
Został wybrany w 1999 do Międzynarodowej Bokserskiej Galerii Sławy.